# Liste von Reiseführer-Reihen

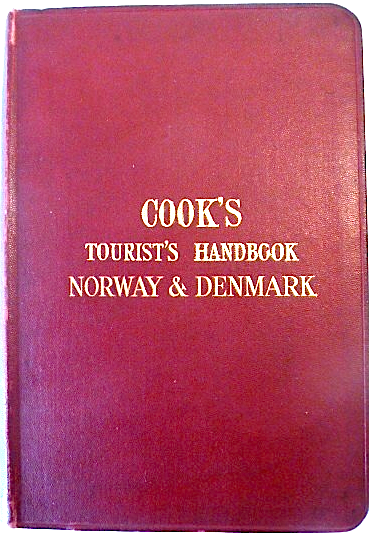
Cook’s Tourist’s Handbook Norway & Denmark (1907)

Dies ist eine Liste von Reiseführer-Reihen. Die Liste erhebt keinen Anspruch auf Aktualität oder Vollständigkeit. Enthalten sind auch bereits nicht mehr erscheinende Reihen. Den Schwerpunkt der Liste sollen umfassendere Reihen bilden, die einen überregionalen Bekanntheitsgrad erlangt haben, nicht eng regional begrenzt sind und Wert auf die Darstellung der Kunst- und Kulturgeschichte des bereisten Landes bzw. der dargestellten Region legen, weniger auf Restaurants, Hotels oder Verkehrsverbindungen (Straßenkarten usw.) spezialisierte Führer. Viele Texte älterer Reiseführer sind inzwischen gemeinfrei und liegen digitalisiert vor. Eine traditionelle Reihe im deutschsprachigen Raum beispielsweise sind die Baedeker-Reiseführer, in Frankreich die Guides Bleus (Die Blauen Führer), erschienen bei Hachette, und in der Schweiz Nagels Reiseführer.

## Übersicht
- American Guide Series
- Appletons’ travel guides
- Architekturno-chudoschestwennyje pamjatniki gorodow SSSR / Архитектурно-художественные памятники городов СССР (Architektur- und Kunstdenkmäler sowjetischer Städte)
- Baedeker-Reiseführer, Deutschland
- Brockhaus-Souvenir
- Cook’s Travellers Handbooks
- DuMont-Kunst-Reiseführer, Köln, Deutschland
- Footprint Travel Guides, Bath, Vereinigtes Königreich
- Forbes Travel Guide
- Frommer’s
- Grieben Reiseführer (Griebens Reise-Bibliothek)
- Grüne Führer (Guide Vert)
- Guides Bleus (Die Blauen Führer), Hachette, Frankreich
- Guide Michelin
- Guides Madrolle
- Harper’s Hand-Book for Travellers
- Hartleben’s Illustrierte Führer
- Hendschels Luginsland
- Die kleinen Blauen
- Leigh’s travel guides
- Let’s Go
- Lloyd’s Reiseführer
- Lonely Planet
- Marco Polo Reiseführer
- Martin Velbinger
- Meyers Reisebücher
- Michael Müller Verlag
- Moon Publications
- Murray’s Handbooks for Travellers
- Nagels Reiseführer (Genf, Stammhaus)
- Petit Futé
- Polyglott-Reiseführer
- Reclam-Kunst-Führer
- Reisedepeschen Reisehandbücher (Geheimtipps von Freunden)
- Rough Guides
- Shihor Travel Guide (Israel)
- Stanford’s Guides
- Vis-à-Vis, Dorling-Kindersley-Verlag
- Woerl Reisehandbücher